# Улица Грибоедова (Минск)
Улица Грибоедова — улица в Центральном районе Минска.

## История
Названа в честь Александра Сергеевича Грибоедова, русского драматурга, поэта и дипломата, композитора и пианиста.

## Описание
Идёт с юга на север.
Начинается от проспекта Машерова (Т-образный перекрёсток).
К улице примыкают улица Репина, Панфилова, переулок Москвина, Татарская.

## Объекты
Дома и строения: 1, 1А, 2, 2А, 4, 6, 10, 11, 15, 17, 21, 23, 24, 26, 28, 28А, 30
- 11 — Учреждение здравоохранения «Медицинский центр МедАвеню»[3]
- 22 — Учреждение образования «Минский государственный музыкальный колледж имени М. И. Глинки»[4]

Обслуживаются почтовым отделением 220035 (ул. Тарханова,11).